# Hedyotis lessertiana
Hedyotis lessertiana är en måreväxtart som beskrevs av George Arnott Walker Arnott. Hedyotis lessertiana ingår i släktet Hedyotis och familjen måreväxter.

## Underarter
Arten delas in i följande underarter:
- H. l. lassertiana
- H. l. marginata